# Calliphora albifrontalis
Calliphora albifrontalis är en tvåvingeart som beskrevs av Malloch 1932. Calliphora albifrontalis ingår i släktet Calliphora och familjen spyflugor. Inga underarter finns listade i Catalogue of Life.